# Santa Fe (miasto w Argentynie)
Santa Fe − miasto we wschodniej Argentynie, przy ujściu rzeki Salado do Parany, na obszarze Pampy, stolica prowincji Santa Fe. Około 520 tys. mieszkańców.
Siedziba klubów piłkarskich Argentino, Colón i Unión.
W mieście rozwinął się przemysł spożywczy, włókienniczy, skórzany, papierniczy, drzewny, maszynowy, hutniczy oraz stoczniowy.

## Urodzeni w Santa Fe
- Nadia Podoroska – tenisistka
- Ariel Ramírez – argentyński pianista i kompozytor

## Miasta partnerskie
- Aarau, Szwajcaria
- Afula, Izrael
- Cuneo, Włochy
- Encinas Reales, Hiszpania
- Hajfa, Izrael
- Mondragón, Hiszpania
- Piemont, Włochy
- Santa Fe, Hiszpania